# Xenagama wilmsi
Xenagama wilmsi là một loài thằn lằn trong họ Agamidae. Loài này được Wagner, Mazuch & Bauer mô tả khoa học đầu tiên năm 2013.